# 熊本市立花陵中学校
熊本市立花陵中学校（くまもとしりつ かりょうちゅうがっこう）は、熊本県熊本市西区八島二丁目にある公立中学校。6・3制実施により設立された熊本市立新制中学校9校のうちの1つ。

## 沿革
- 1947年（昭和22年） - 設立

## 部活動

### 運動部
- 野球部
- サッカー部
- 男女バスケットボール部
- バドミントン部
- 卓球部
- 剣道部
- 水泳部
- テニス部
- 女子バレーボール部

### 文化部
- 吹奏楽部
- 美術同好会

## 生徒会活動

### 委員会
- 環境委員会
- 園芸委員会
- 体育委員会
- 文化・学習委員会
- 放送委員会
- 生活委員会
- 給食委員会
- 図書委員会
- 保健委員会
- 学級委員会

## 学校周辺
- 田崎総合市場
- 坪井川
- 二本木 (熊本市)
- 熊本駅
- アミュプラザ熊本

## 著名な出身者
- 寺本将司（剣道家、全日本剣道選手権大会'07優勝）
- ポチョムキン（餓鬼レンジャー）
- 正代賢司（剣道家、全日本剣道選手権大会'08優勝）